# Château de Bossancourt
Le château de Bossancourt est un château situé à Bossancourt, en France.

## Localisation
Le château est situé sur la commune de Bossancourt, dans le département français de l'Aube.

## Historique
L'édifice est inscrit au titre des monuments historiques en 1982.